# Hesperomeles ferruginea
Hesperomeles ferruginea är en rosväxtart som först beskrevs av Carl Sigismund Kunth, och fick sitt nu gällande namn av John Lindley. Hesperomeles ferruginea ingår i släktet Hesperomeles och familjen rosväxter. Inga underarter finns listade i Catalogue of Life.